# Aloe ballyi
Aloe ballyi es una especie de planta  perteneciente a la familia de los aloes. Se encuentran en Kenia y Tanzania. Están en peligro de extinción por pérdida de hábitat.

## Descripción
Aloe ballyi crece con tallos verticales que alcanzan una longitud de 5 a 6 metros y un diámetro de 10 a 15 centímetros. Las hojas en forma de lanza forman densas rosetas. Las hojas jóvenes se separan hacia fuera, después se doblan hacia atrás. La lámina es de color gris-verde de 90 centímetros de largo y 14 centímetros de ancho. La superficie de la hoja es lisa con dientes blancos en el margen de 4 a 5 milímetros de largo y a 10 a 15 milímetros de distancia. El jugo de la hoja es tóxico e incoloro. Su fuerte olor que recuerda a ratas o ratones.
La inflorescencia consta de alrededor de 20 ramas y alcanza una longitud de 60 centímetros en forma de racimos terminales con alrededor de 20 flores. Las flores son de color carmesí y rojo-naranja  de 33 mm de largo y redondeadas en la base.

## Taxonomía
Aloe ballyi fue descrita por Gilbert Westacott Reynolds y publicado en Journal of South African Botany 19: 2, en el año 1953.
Etimología
Ver: Aloe
ballyi: epíteto latino otorgado en honor del botánico suizo Peter René Oscar Bally (1895–1980).